# Llamàntol
El llamàntol (Homarus gammarus) és un crustaci decàpode marí de la família Nephropidae. És el més gros dels crustacis europeus i pot arribar als 60 cm de llargada. És parent molt pròxim del llamàntol americà (Homarus americanus) i de l'escamarlà (Nephrops norvegicus). És un parent més llunyà de les llagostes de la família Palinuridae les quals, a diferència del llamàntol, no tenen pinces.

## Noms populars
Llamanto, llomanto, llocàntol; a l'Empordà: llobregant, llongant, llangant (aquest darrer també al Rosselló); a Mallorca i Eivissa: grimald o grimaldo, a Menorca: gromant, gromàntil o llomàntol; al País Valencià: sastre, gramàntol o gramanto.
La majoria d´aquests noms, així com els occitans Ligoumbau, lingoumbau, Lorman, Nourmand, l'antic francès Liguombeau, o el genovès Lombardo, serien transformacions i reinterpretacions populars d´un grec λυκοπάνθηρος ('llop' + 'pantera')

## Noms clàssics
Segons Georges Cuvier, el llamàntol és l'Astacos d'Aristòtil: ho provaria la descripció que en va fer -sobretot el fet de tenir pinces (χηλὰς). Sempre segons el naturalista francès, el llamàntol seria l'Elephantus de Plini:
Les passages suivans [..] prouveront que l'astacos n'est autre que notre homard.
[..] "Differt astacus à carabo, τῷ ἔχειν χηλὰς" [..]
Quel est le nom latin de l'astacos? Pline l'appelle elephantus. Il est aisé de le prouver:
1. En effet, dans son énumération des genres d'écrevisses, lib. IX, cap. XXXI, il nomme l'astacos, et ne parle pas de l'elephantus

2. La description [..] ne peut convenir qu'au homard, puisque seul entre les écrevisses de mer il a les quatre premiers pieds fourchus
En grec modern, però Astacos ha passat a designar la llagosta.

## Descripció
Posseeix cinc parells de potes com tots els decàpodes. El primer parell de potes acaba en dues grans pinces: una de les quals amb les vores esmolades, que utilitzen per tallar, i l'altra amb unes fortes dents que empra per triturar. Els quatre parells de potes restants estan situades en el tòrax i, encara que bastant petites en relació amb el seu cos, li serveixen per desplaçar-se pel fons del mar. Al davant té també dues llargues antenes i quatre més de molt més curtes.

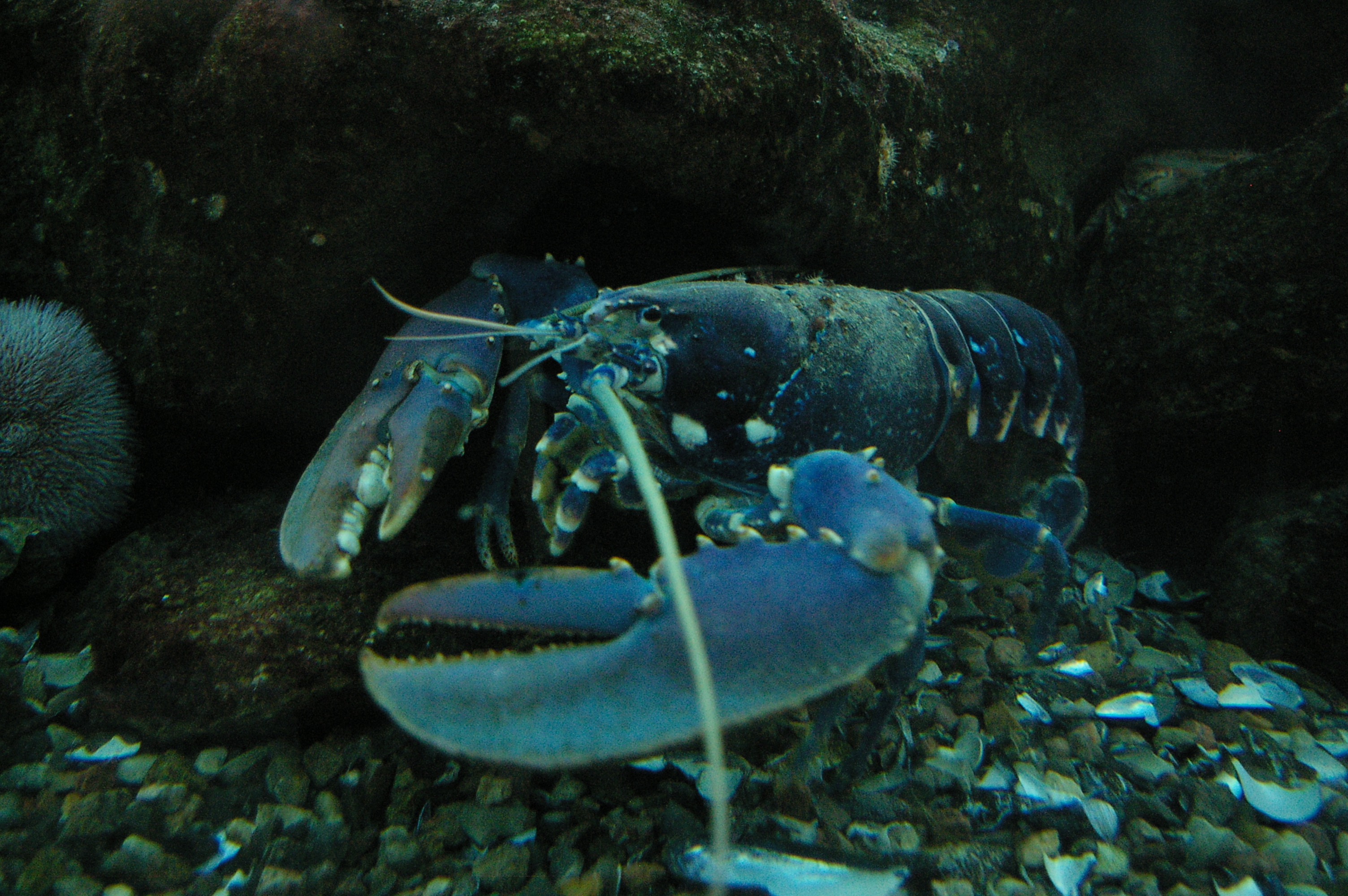
Llamàntol de la Mar del Nord

La varietat europea, Homarus gammarus, i l'espècie americana, Homarus americanus, es diferencien clarament pel seu color, que és negre blavós amb taques clares en el cas de l'espècie europea, i vermellós en l'espècie americana. També es diferencien per la seva abundància. De fet, la major part dels exemplars que es troben als mercats per al consum humà pertanyen a l'H. americanus, ja que l'espècie europea és molt més escassa.

## Hàbitat
Habita l'est de l'oceà Atlàntic, des de les Illes Lofoten, al nord-oest de Noruega, fins a les Illes Açores i el Marroc. També es troba en alguns llocs del Mar Mediterrani i al nord-oest del mar Negre.
Els llamàntols viuen en fons rocosos, sorrencs o fangosos des de la línia costanera fins més enllà de la plataforma continental, fins als 150 metres de profunditat; rarament, però, es troba més enllà dels 50 metres de fondària. Generalment viuen de manera solitària en fenedures o en caus sota les roques.
Són bàsicament carronyaires i s'alimenten de mol·luscs i animals en descomposició; caven per trobar cloïsses o escopinyes i s'alimenten d'algues i també de petits peixos. La llargada mitjana d'un adult és aproximadament de 23 cm i poden pesar de 700 a 900 grams. Creixen durant tota la seva vida i poden viure molts anys, fet que els permet aconseguir dimensions gegants. Segons el Llibre Guinness dels Rècords, el llamàntol més gran va ser capturat a Nova Escòcia (Canadà) i pesava 20,14 kg.

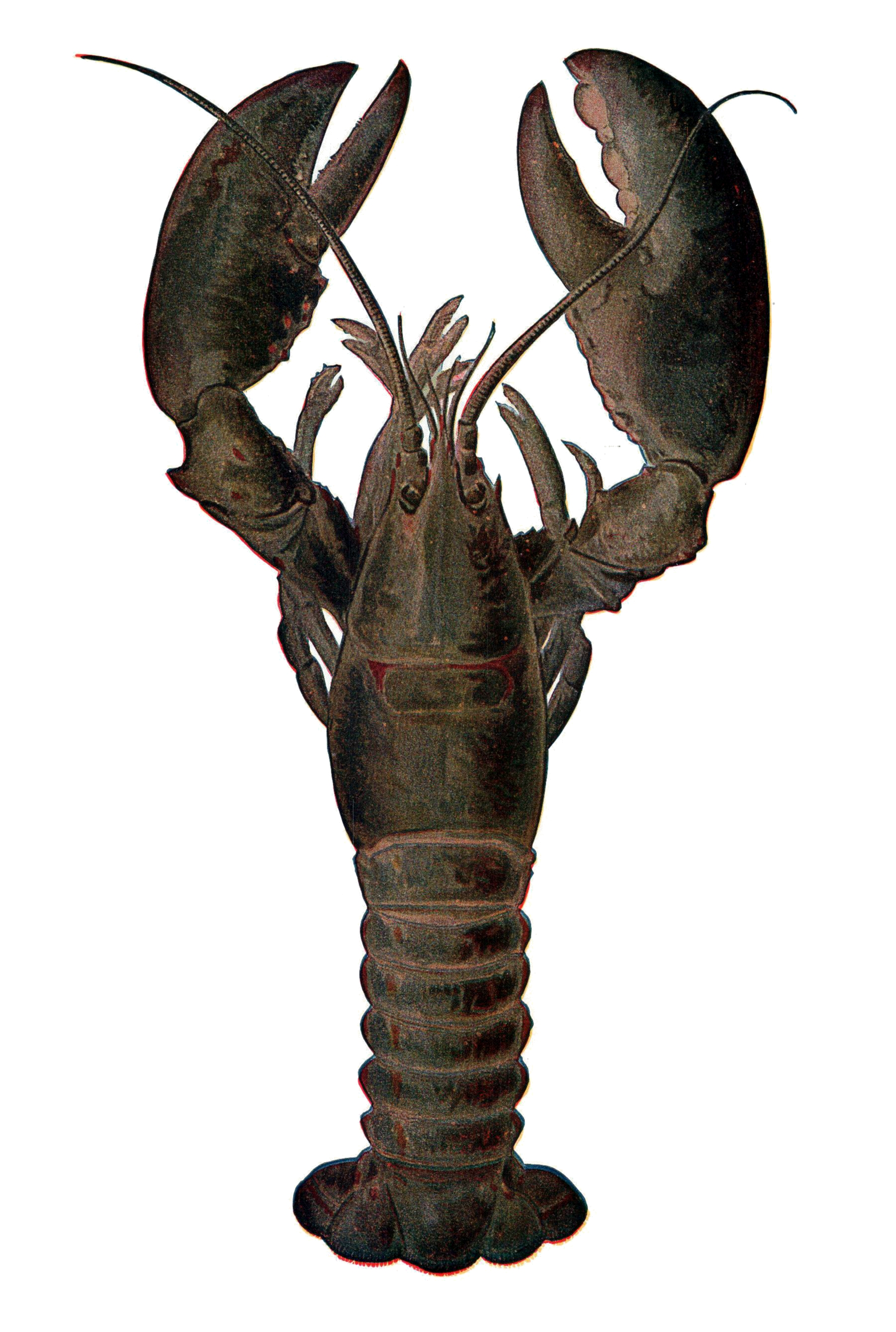
Homarus americanus

## Altres llamàntols
- Llamàntol americà (Homarus americanus)
- Llamàntol europeu (Homarus gammarus)
- Llamàntol vermell (Eunephrops bairdii), endèmic del Carib